# Günter Weigand
Günter Weigand (1924, Olsztyn, Prusia Oriental) es un economista alemán, "jurista amador" y "abogado del pueblo" (Sozialanwalt) autoproclamado que fue víctima de un escándalo psiquiátrico. 
Originario de Prusia Oriental, Weigand pasó su juventud en Düsseldorf. De 1942 a 1945 estuvo en el ejército alemán, más recientemente en el "Kurland-Kessel". Después de la guerra trabajó en el servicio postal (gehobenen Postdienst). Después de casi ocho años comenzó en Münster un estudio de ciencias sociales. Se graduó como economista (Volkswirtschaft) y luego se convirtió en Dr. rer. pol.. Entonces decidió "ayudar a los demás desfavorecidos, quienes por su cuenta propia, debido a la falta de fondos, no pueden hacer valer sus derechos civiles." Weigand participó, entre otras cosas, en la Deutsche Friedens-Union.
En el "caso Blomert", Weigand, en la época llamado "azote de Münster" tentó aclarar las circunstancias de la muerte del abogado Paul Blomert, que tuvo lugar en 1961. Acusó los tribunales de Münster de tal manera que comenzaron a acusar al propio Weigand por desorden civil, y consiguieron encerrarlo en la psiquiatría Eickelborn. Investigaciones posteriores revelaron que Weigand fue víctima de errores judiciales.
Heinrich Böll fue "tan preocupado por el caso Weigand, por eso puso a disposición una suma considerable para su defensa". De acuerdo con el experto en derecho penal Karl Peters, Weigand es, junto con Frank Arnau, Heinz Kraschutzki y Hans Martin Sutermeister, un "combatiente feroz para la ley".